# Myrmicaria brunnea
Myrmicaria brunnea is een mierensoort uit de onderfamilie van de Myrmicinae. De wetenschappelijke naam van de soort is voor het eerst geldig gepubliceerd in 1842 door Saunders, W.W..